# География Молдовы

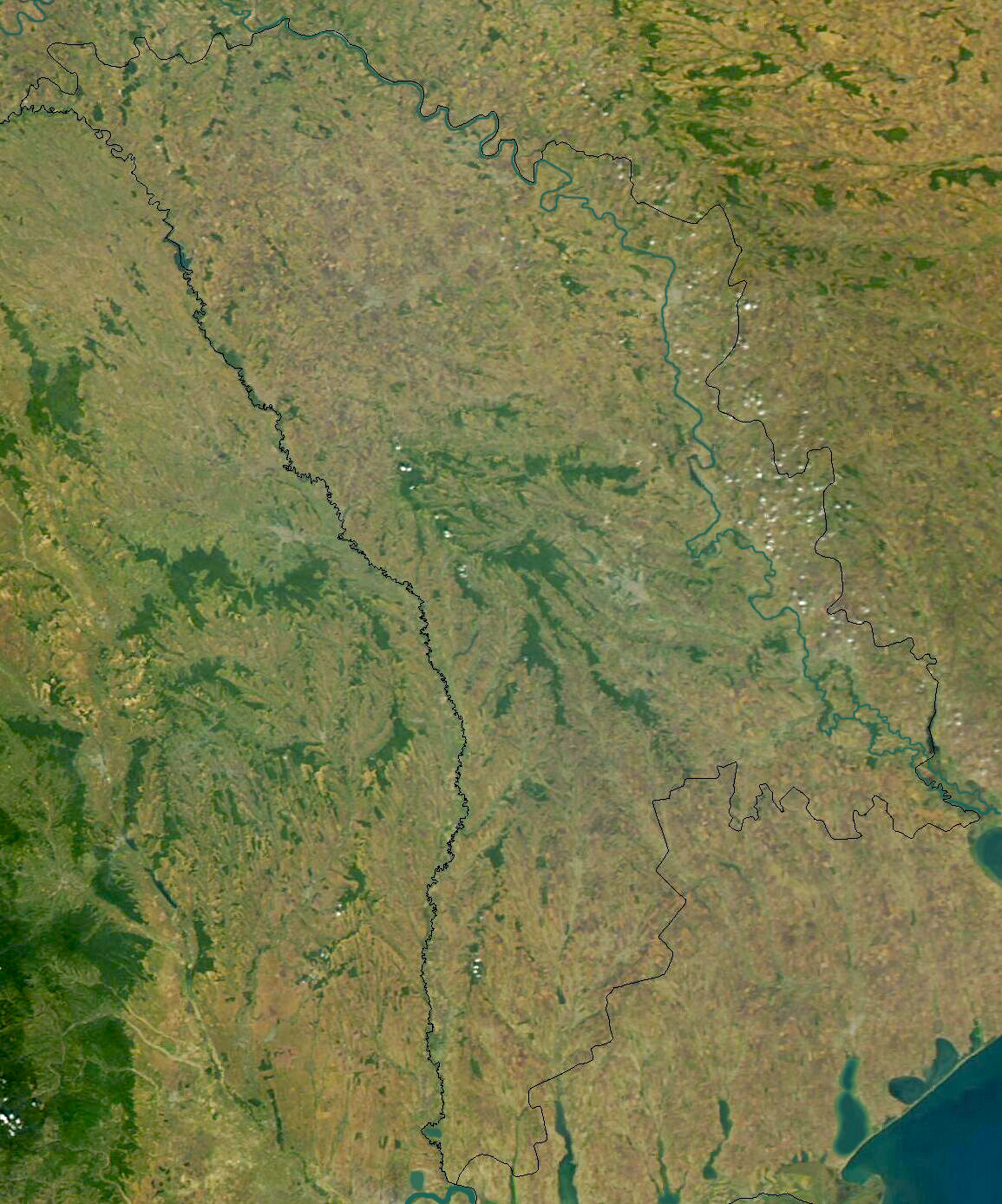
Фотография Молдавии со спутника

Республика Молдова расположена на крайнем юго-западе Восточно-Европейской равнины, во втором часовом поясе, и занимает бо́льшую часть междуречья Днестра и Прута, узкую полосу левобережья Днестра в его среднем и нижнем течении, а также около 600 м береговой линии Дуная. Морских границ не имеет, морские перевозки осуществляются через порт Джурджулешты на Дунае. Является придунайским государством и полноправным членом Дунайской комиссии с 26.03.1998 года, имеет право свободного судоходства по Дунаю.
На севере, востоке и юге Молдавия граничит с Украиной, на западе — с Румынией. Площадь страны составляет 33,7 тыс. км². Территория Молдавии простирается с севера на юг на 350 км, с запада на восток — на 150 км. Крайние точки страны: на севере — село Наславча (48°29' с. ш.), на юге — село Джурджулешты (45°28' с. ш.), на западе — село Крива (26°30' в. д.), на востоке — село Паланка (30°05' в. д.).
Крупнейший город и столица Молдавии — Кишинёв, расположен в центре страны. Второй по величине город Бельцы.
В административном отношении Молдавия разделена на 32 района, 6 муниципиев (Бельцы, Бендеры, Кишинёв, Комрат, Тирасполь, Единцы и 1 автономное территориальное образование (Гагаузия). Всего в Молдавии насчитывается 60 городов и 917 сёл.
В настоящее время большая часть территории левобережья Днестра, а также муниципий Бендеры, находятся под контролем непризнанного государства Приднестровская Молдавская Республика.

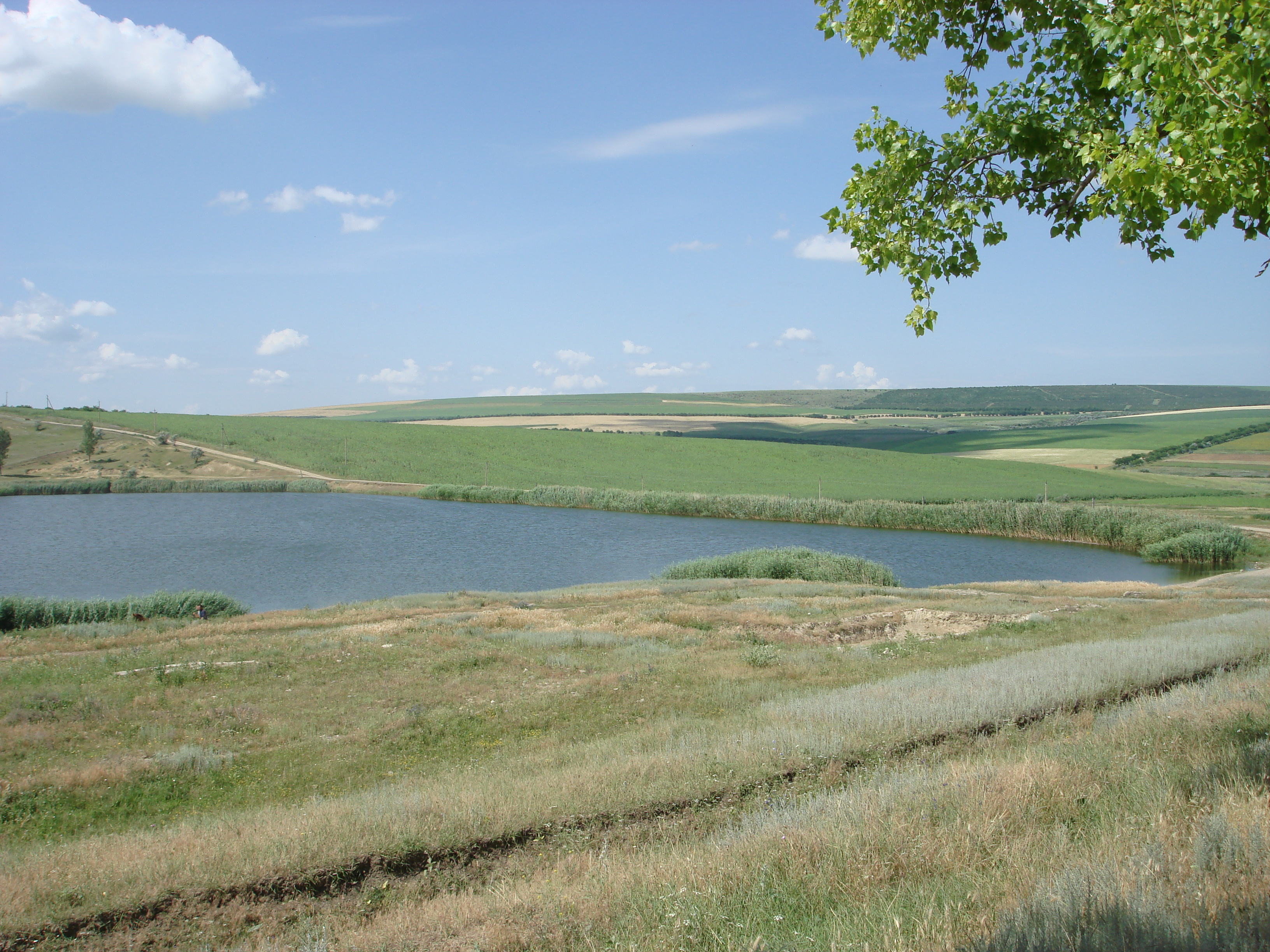
Озеро в Оргеевском районе

Природные условия Молдавии в значительной степени сформировались под влиянием соседних регионов юго-западной части Восточно-Европейской равнины и Карпатских гор. Поэтому, несмотря на небольшую площадь, территория Молдавии отличается разнообразием природных условий. Рельеф — пересечённый, характеризуется чередованием степных равнинных пространств с лесными и лесостепными возвышенностями. Климат — умеренно континентальный. Наиболее крупные реки — Днестр и Прут. Среди почв преобладают чернозёмы. Из-за высокой освоенности территории естественная растительность занимает в настоящее время небольшие площади. По этой же причине нынешний животный мир значительно беднее прошлого.

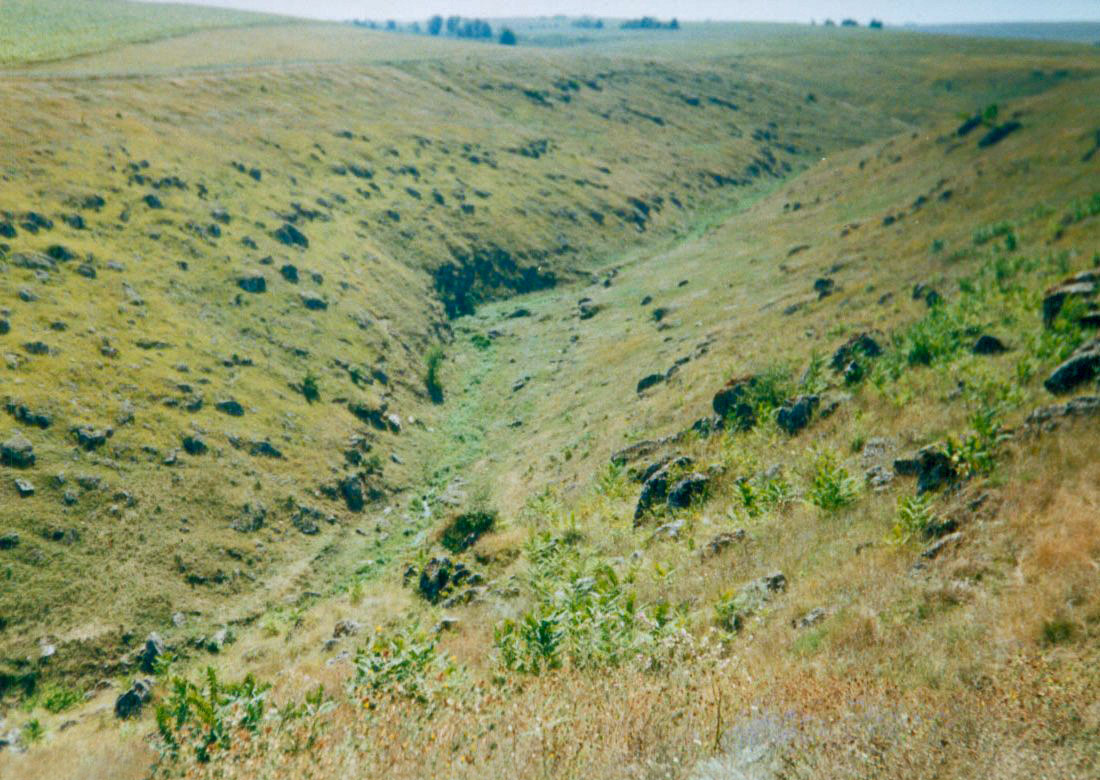
Ущелье возле села Цыпово Резинского района

## Геологическое строение

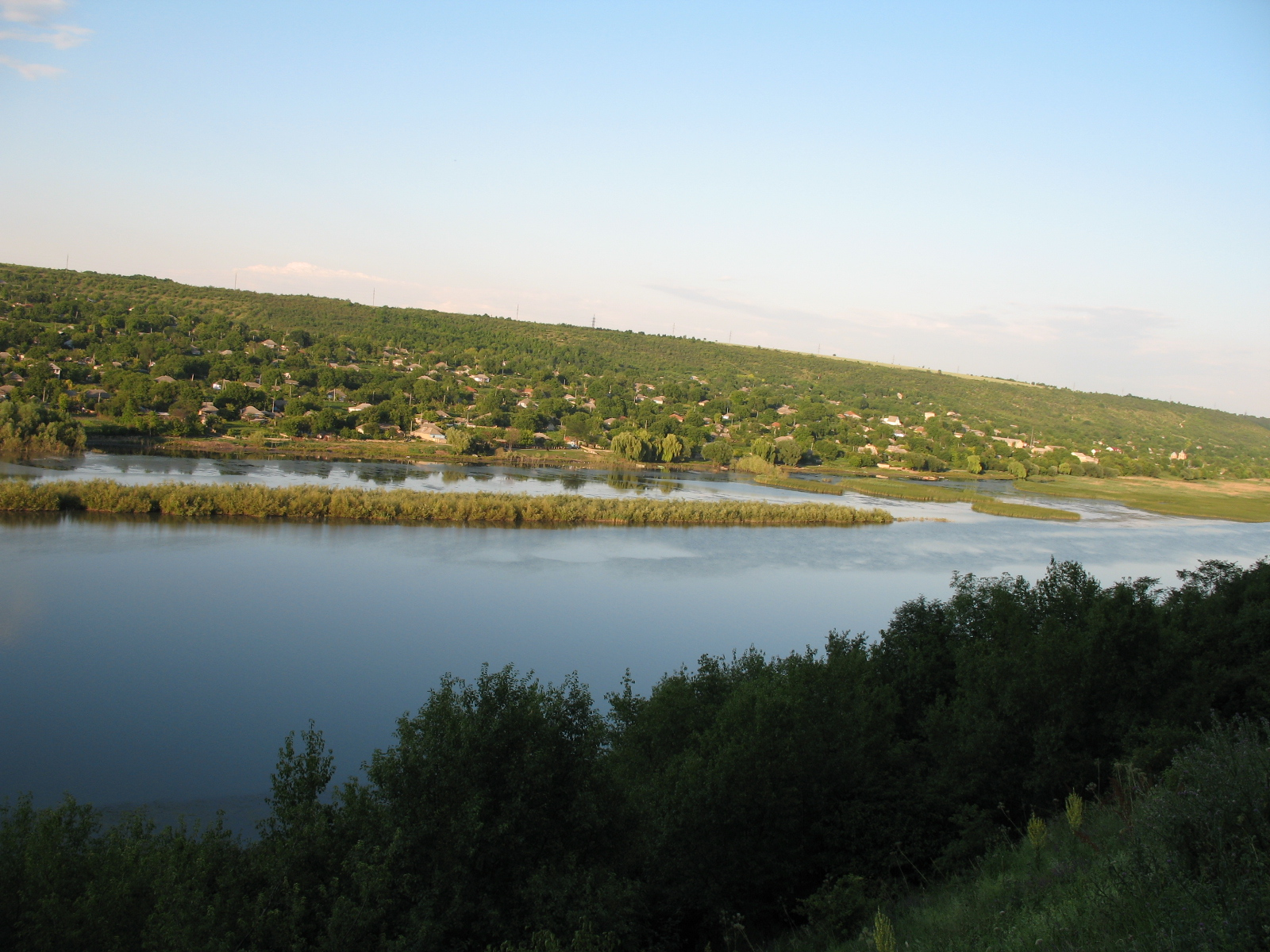
Днестр возле села Попенки

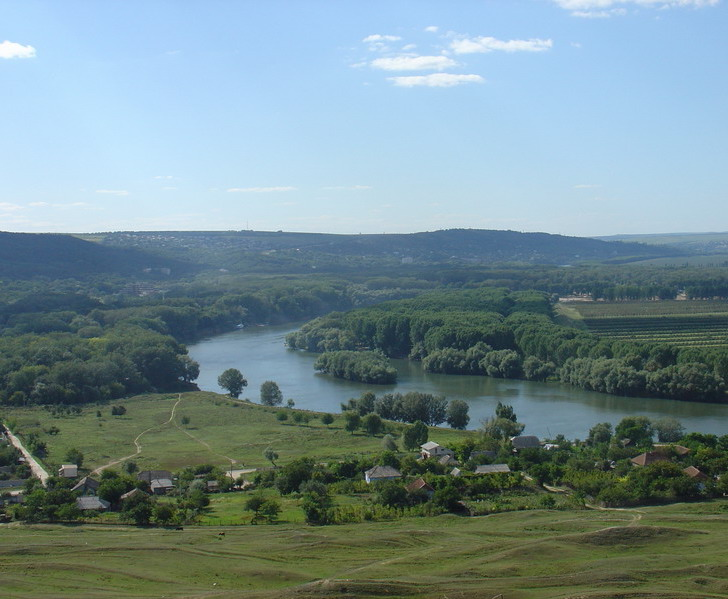
Днестр Вид на долину

Земная кора на территории Молдавии имеет двухъярусное строение. Нижний ярус образует кристаллический фундамент платформ, сложенный архейскими и протерозойскими, а на юго-западе и палеозойскими, метаморфическими и магматическими породами. Породы фундамента Молдавской плиты обнажаются только в долине Днестра у села Косоуцы Сорокского района и представлены в основном гранитами. На поверхности кристаллического фундамента залегают осадочные породы палеозоя, а над ними — мезозоя и кайнозоя, мощность которых на юге Молдавии увеличивается до нескольких тысяч метров. Эти породы отлагались, главным образом, на дне морей, покрывавших фундамент платформ миллионы лет назад.
Палеозойские и мезозойские породы выходят на поверхность только местами на севере Молдавии. Кайнозойские (неогеновые и четвертичные) образования повсеместно слагают поверхность почти всей территории Молдавии. Они представлены морскими и континентальными глинами, песками, известняками, мергелями и лёссовыми отложениями, мощность которых достигает нескольких сотен метров.
Земная кора территории страны осложнена серией тектонических разломов, которые дробят её на различные по размерам геологические структуры. Многие из них под влиянием эндогенных процессов испытывают поднятия и опускания, что является причиной землетрясений. Молдавия расположена в сейсмически активной зоне. На большей части территории страны возможны землетрясения силой до 7 баллов, а в юго-западной части — до 8 баллов по шкале Рихтера.

### Полезные ископаемые
Геологическая история территории Молдавии обусловила образование главным образом нерудных полезных ископаемых, представленных в основном строительными материалами. Самыми ценными являются известняки. Более всего распространён белый пильный известняк, использующийся в строительстве (котелец). Встречаются и залежи чистого известняка, применяющегося в сахарной промышленности (сахкамень).
В пределах страны имеются запасы мергеля, мела, трепела, которые используются в строительстве и лакокрасочной промышленности. Около Флорешт, Калараша, Тирасполя и др. мест найдены стекольные пески, служащие сырьём для производства стекла. В Бричанском районе, возле сёл Крива и Дрепкауцы, открыты крупные месторождения гипса, который используется в строительстве, цементной и химической промышленности. Повсеместно распространены залежи глин, суглинков, гравия, местами — бентонитов и песчаников. Имеются небольшие месторождения нефти и газа.
Во время интенсивного развития промышленности в советский период потребности Молдавии в полезных ископаемых удовлетворялись за счёт добычи до 40 млн тонн ископаемых и 300—350 млн м³ подземных вод в год. В настоящее время осуществляется добыча исключительно строительных материалов: камня, гипса, песка, гравия, ресурсов для производства цемента. 98 % ресурсов для промышленных надобностей импортируются из-за границы.

## Рельеф

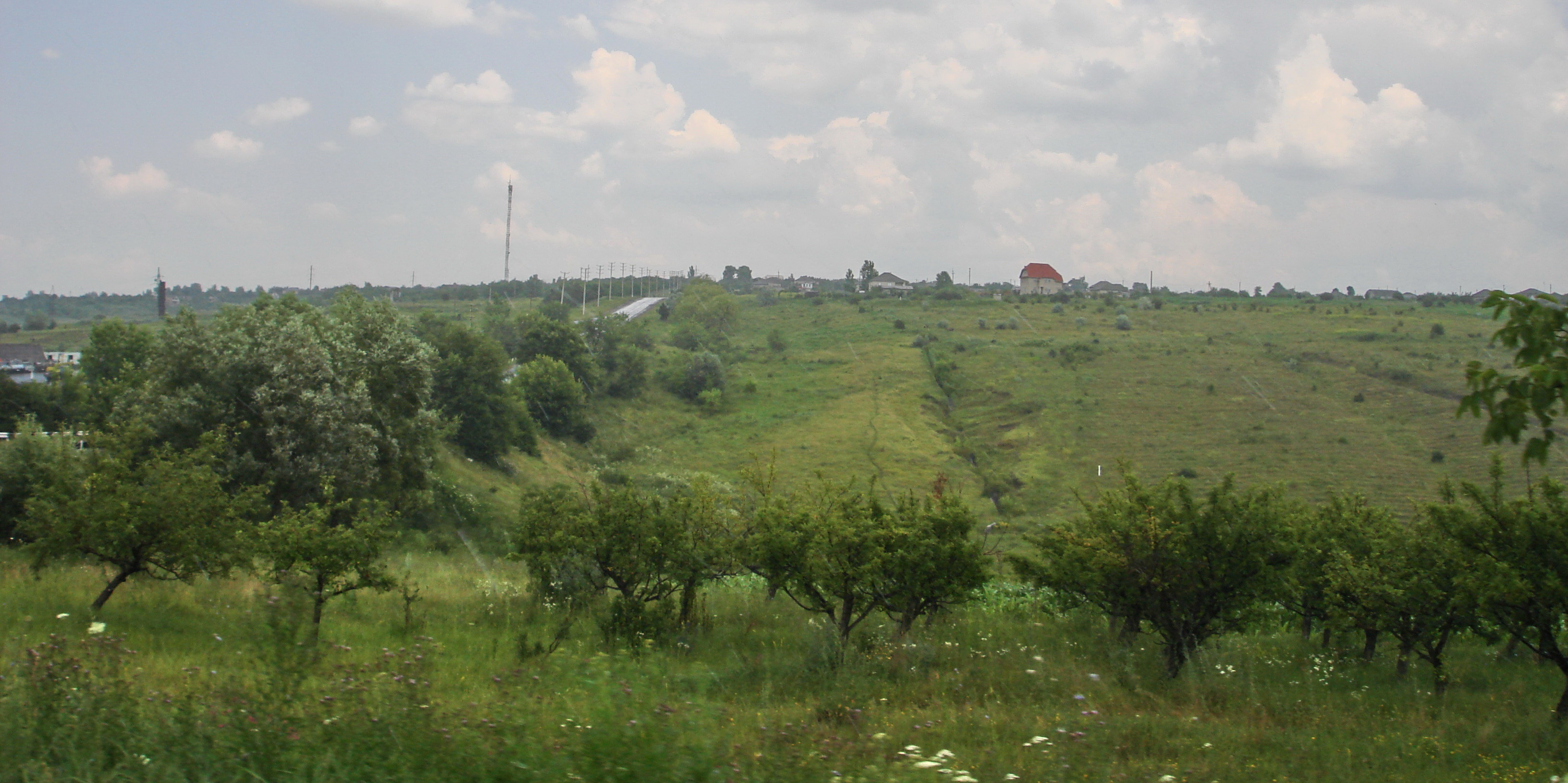
Склон возле села Рубленица Сорокского района

Поверхность Молдавии представляет собой холмистую равнину, расчленённую речными долинами и балками. Средняя высота над уровнем моря — 147 м, максимальная — 429,5 м (гора Баланешты). Основные формы рельефа Молдавии — овраги, балки, гыртопы, долины. Они встречаются почти повсеместно, только гыртопы имеют более ограниченное распространение.

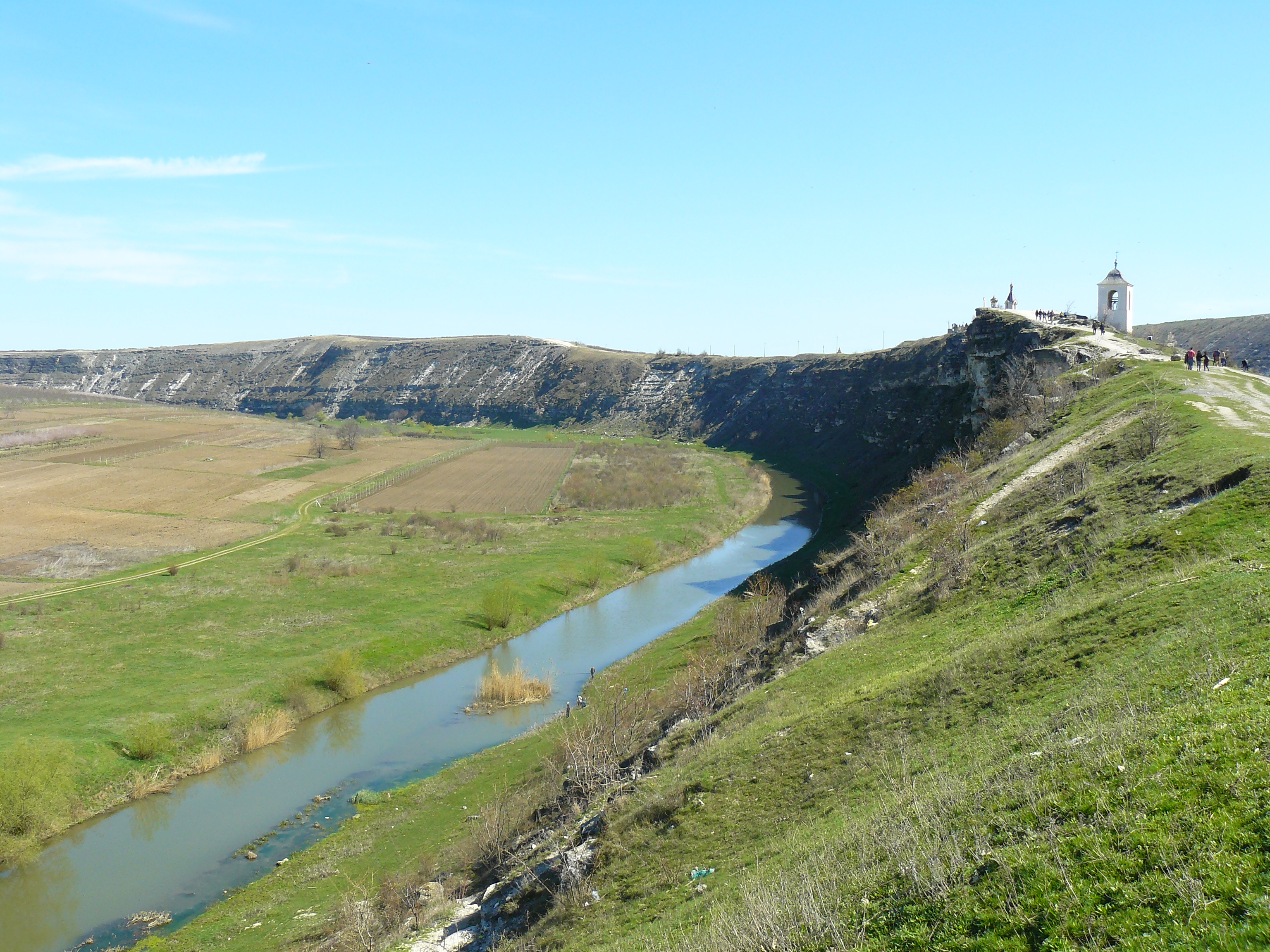
Известняковые скалы. Старый Орхей

Современный рельеф Республики Молдова формировался в течение длительного геологического времени под влиянием взаимодействия эндогенных и экзогенных процессов. Большую роль в образовании современного рельефа сыграли эрозионные и оползневые процессы. Эрозией поражена значительная часть территории Молдавии. В результате длительного воздействия оползневых и эрозионных процессов образовались такие специфические для Молдавии формы рельефа, как гыртопы. В северных районах Молдавии, там, где обнажаются легкорастворимые породы (известняк, мергель, гипс), развиваются карстовые процессы, приводящие к образованию пещер. Толтры — остатки древних известняковых рифов, появившихся после того, как 10-20 млн лет назад с этой территории отступило Сарматское море.
| Название                                 | Преобладающие высоты, м | Абсолютные высоты, м | Расположение в Молдавии |
| ---------------------------------------- | ----------------------- | -------------------- | ----------------------- |
| Молдавское плато                         | 240                     | 320                  | север                   |
| Северо-Молдавская равнина                | 200                     | 250                  | север                   |
| Чулукская возвышенность                  | 250                     | 388                  | центр                   |
| Приднестровская возвышенность            | 250                     | 347                  | восток                  |
| Центральномолдавская возвышенность       | 300                     | 429                  | центр                   |
| Южно-Молдавская возвышенность            | 150—200                 | 250                  | юг                      |
| Тигечская возвышенность                  | 200                     | 301                  | юго-запад               |
| Отроги Подольской возвышенности (Толтры) | 180                     | 275                  | северо-восток           |
| Нижнедунайская равнина                   | 100                     | 170                  | юго-восток              |

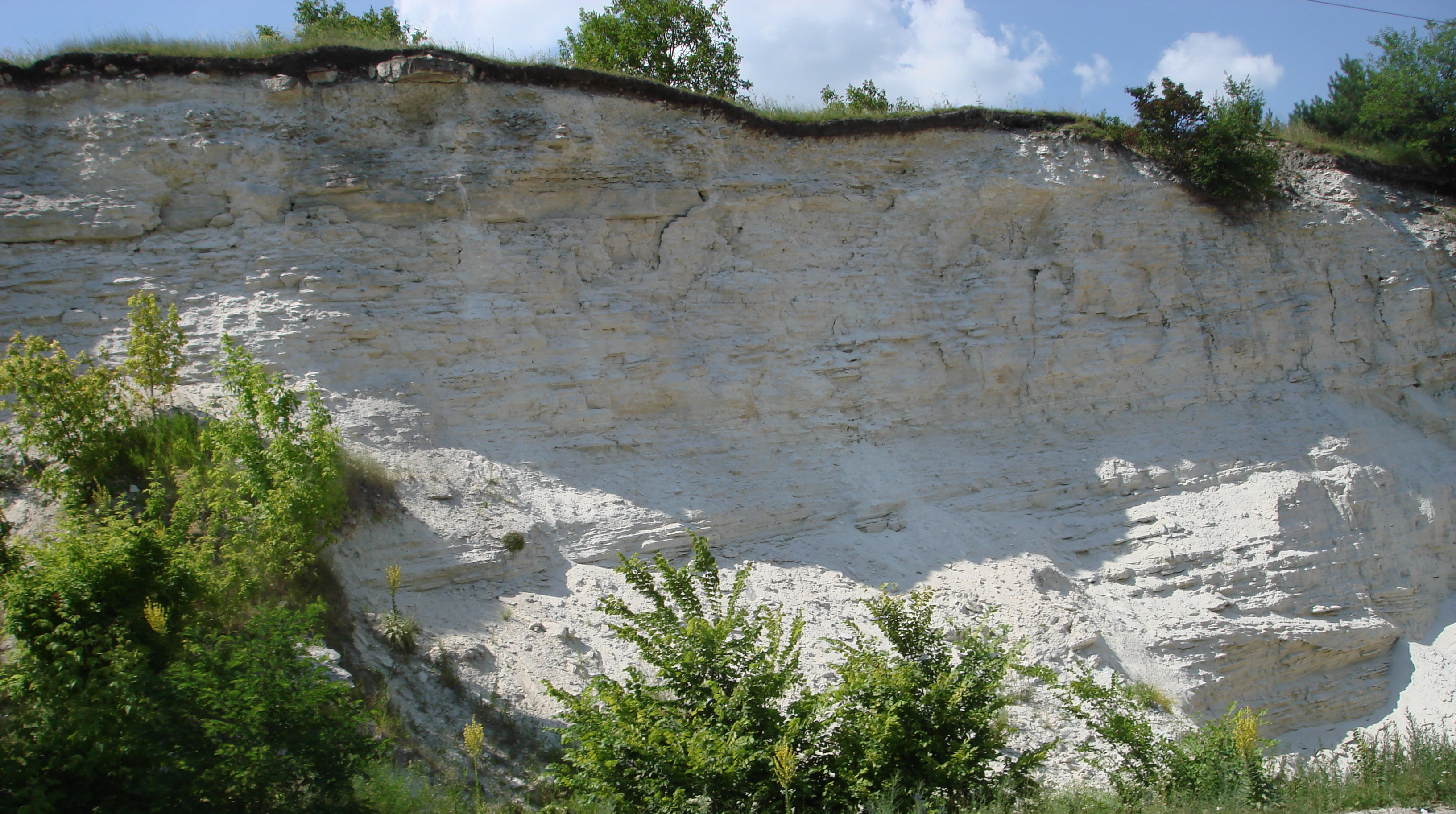
Обрыв в Атаках, Окницкий район

В северной части Республики Молдова расположено Молдавское плато со сглаженными формами рельефа и плоскими междуречьями. В его западной припрутской части проходит полоса рифов, или толтров (гряд изолированных массивов округлённой формы высотой до 50—80 м). К югу от Молдавского плато простирается Северо-Молдавская равнина со слаборасчленённым увалистым рельефом. В средней части правобережья бассейна реки Прут расположена Чулукская возвышенность. Её поверхность осложнена глубокой сетью широких долин и балок. На востоке, между долинами Реута и Днестра, простирается Приднестровская возвышенность. Она имеет холмистый характер, сильно фрагментирована гидрографической сетью в сочетании с глубокими долинами и промоинами.

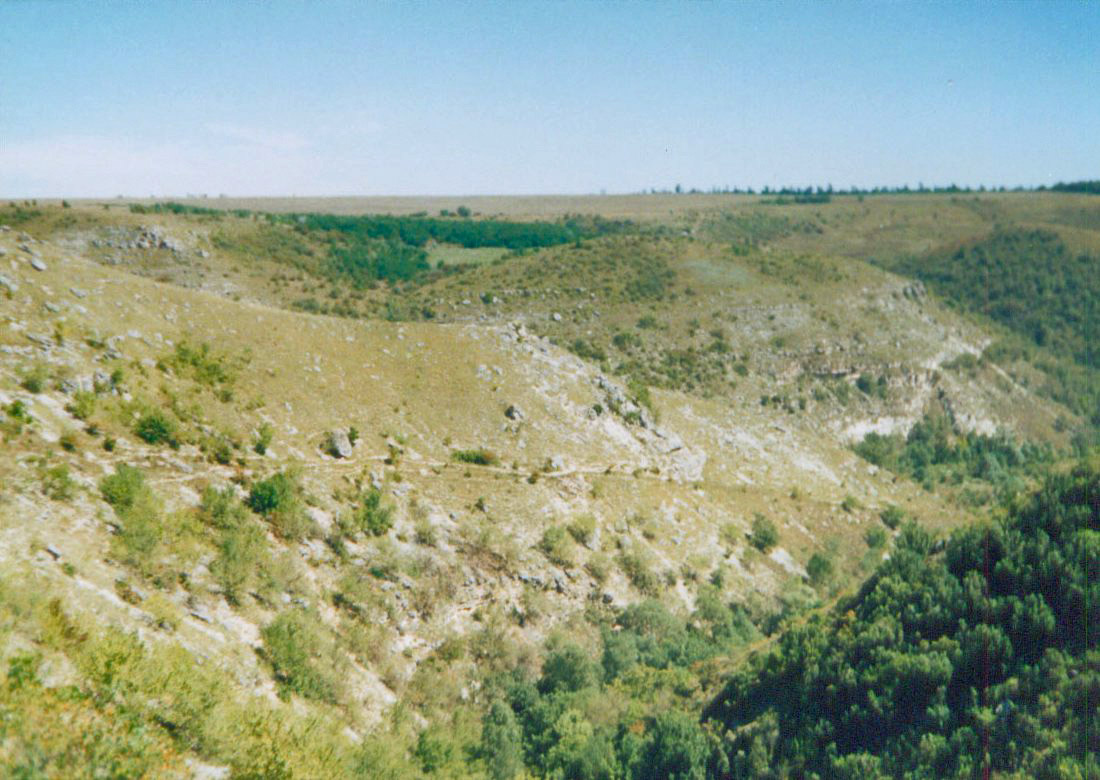
Ущелье возле села Цыпово

В средней части Молдавии находится Центральномолдавская возвышенность — Кодры — с максимальными для республики высотами 350—430 м. В западной части Кодр расположена наивысшая точка — гора Бэлэнешть. Рельеф здесь сложный, грядово-холмистый, сильно пересечён глубокими долинами и гыртопами.
Южнее Кодр простирается Южно-Молдавская равнина — с широкими долинами, балками и оврагами. В юго-западной части Молдавии, в междуречье Прута и Ялпуга расположена Тигечская возвышенность с холмистым, эрозионно-оползневым рельефом. На северо-востоке левобережья Днестра расположены юго-западные отроги Подольской возвышенности, которые расчленены глубокими каньонообразными долинами его притоков. На юго-востоке простирается Нижнеднестровская равнина, низменная и слаборасчленённая.

## Климат
Климат Молдавии умеренно континентальный. Зима мягкая, короткая, лето жаркое, продолжительное. Атмосферная циркуляция характеризуется преобладанием западных тёплых, а иногда и влажных атлантических воздушных масс. Периодически на территорию Молдавии проникают и другие воздушные массы: тёплый и влажный средиземноморский воздух, приносящий обильные дожди, сухой умеренно континентальный воздух с востока и юго-востока Восточно-Европейской равнины, вызывающий засушливую погоду, и холодный арктический воздух, с которым связаны резкие изменения погоды и похолодание.
Температурный режим характеризуется положительными среднегодовыми температурами воздуха на всей территории Молдавии; они колеблются от +7,5 °C на севере до +10 °C на юге. Отрицательные среднесуточные температуры наблюдаются только в зимний период. Средняя температура января −4 °C, июля +21 °C. Абсолютный минимум −36 °C, максимум +45 °C.
Среднее годовое количество осадков колеблется в пределах 380—550 мм. Наибольшее их количество выпадает в северо-западной части, наименьшее — на юго-востоке. Таким образом, территория Молдавии относится к зоне недостаточного увлажнения. Осадки выпадают неравномерно как по годам, так и по сезонам. Примерно 70 % годовых осадков приходится на период с апреля по октябрь. Наибольшие климатические риски связаны с колебаниями температуры и частыми засухами.
Средняя скорость ветра за год небольшая — 2—4 м/с. При прохождении циклонов часто образуются вихревые процессы и сильные штормовые ветры со скоростью 10—15 м/с.
Зима начинается с вторжения с северо-востока и востока холодных воздушных масс, приводящих к понижению температуры воздуха. Среднемесячная январская температура на севере Молдавии равна −5 °C, а на юге −3 °C. В отдельные годы температура снижается до −30—36 °C. Отличительной особенностью молдавской зимы является частое и резкое колебание температуры воздуха. Снежный покров — маломощный и держится недолго — от двух с половиной месяцев на севере до одного на юге. Зимой иногда наблюдаются метели и гололёд.
Весной восточная циркуляция воздушных масс, характерная для зимнего периода, постепенно уступает место западной. Устанавливаются положительные среднесуточные температуры, которые постепенно возрастают, но погода весной остаётся очень неустойчивой.
Лето в Молдавии — солнечное, жаркое и засушливое. Среднесуточная температура июля на севере составляет +19,5 °C, а на юге +22 °C. Временами из южных широт проникают тропические воздушные массы, которые приносят очень сухую и жаркую погоду с высокими температурами до 30—35 °C. Летом нередки засухи, которые сопровождаются суховеями. Осадки выпадают чаще всего в виде ливней, которые иногда сопровождаются грозами и градом.
Первая половина осени характеризуется тихой, ясной, тёплой и солнечной погодой. Во второй половине постепенно усиливается проникновение с северо-востока и востока более холодных воздушных масс, что приводит к понижению температуры воздуха. С запада проникают влажные циклоны, способствующих увеличению дождливых и пасмурных дней. Растёт число дней с туманами. В конце ноября становится довольно холодно и чувствуется приближение зимы.
К положительным чертам климата Молдавии относятся высокий температурный режим, продолжительность солнечного сияния и длительность вегетационного периода. Отрицательные стороны — дефицит влаги, иногда приводящий к засухам, а также ливневые дожди в тёплое время года, способствующие развитию эрозии.
| Показатель                    | Янв.  | Фев.  | Март  | Апр. | Май  | Июнь | Июль | Авг. | Сен. | Окт.  | Нояб. | Дек.  | Год   |
| ----------------------------- | ----- | ----- | ----- | ---- | ---- | ---- | ---- | ---- | ---- | ----- | ----- | ----- | ----- |
| Абсолютный максимум, °C       | 15,5  | 20,7  | 25,7  | 31,6 | 35,9 | 37,1 | 39,4 | 39,2 | 37,3 | 32,6  | 23,6  | 18,3  | 39,4  |
| Средний суточный максимум, °C | 0,9   | 2,6   | 8,1   | 15,4 | 22,0 | 25,2 | 27,5 | 27,2 | 21,5 | 15,1  | 7,5   | 2,3   | 14,6  |
| Средняя температура, °C       | −1,9  | −0,8  | 3,7   | 10,4 | 16,5 | 19,9 | 22,1 | 21,7 | 16,3 | 10,5  | 4,1   | −0,6  | 10,2  |
| Средний суточный минимум, °C  | −4,3  | −3,6  | 0,2   | 5,9  | 11,6 | 15,2 | 17,3 | 16,9 | 12,0 | 6,8   | 1,6   | −2,8  | 6,4   |
| Абсолютный минимум, °C        | −28,4 | −28,9 | −21,1 | −6,6 | −1,1 | 3,6  | 7,8  | 5,5  | −2,4 | −10,8 | −21,6 | −22,4 | −28,9 |
| Норма осадков, мм             | 36    | 31    | 34    | 39   | 46   | 65   | 62   | 56   | 62   | 36    | 37    | 39    | 543   |
| Источник: Погода и климат     |       |       |       |      |      |      |      |      |      |       |       |       |       |

### Климатические риски
Наиболее уязвимой для изменений климата является южная часть Республики Молдова, где появляются первые его признаки, которые затем распространяются к центру и северу страны.
Одним из наиболее значимых стихийных бедствий для южной части страны является засуха, хотя дефицит атмосферных осадков характерен практически для всей страны. Наиболее опустошительные засухи зафиксированы в 2000, 2003, 2007, 2012 и 2015 годах, от которых пострадало более 75 % территории страны.
Прогнозируется, что в ближайшие 10-15 лет среднегодовая температура может повыситься на 2⁰C. Вместе с этим, ожидается снижение атмосферных осадков на 10 % (50 мм) на юге, и их повышение на севере страны на 10 % (60 мм).

## Водные ресурсы

### Поверхностные воды
Водные объекты на территории Республики Молдова отнесены к двум бассейновым округам:
- Дунайско-Прутскому и Черноморскому
- Днестровскому

Объём поверхностных вод в стране оценивается примерно в 1,32 млрд.м³. Наиболее обеспеченным водными ресурсами является Днестровский бассейн, площадь которого занимают 26,5 % страны. В свою очередь, водные ресурсы Дунайско-Прутского и Черноморского бассейна составляют около 1 % всех имеющихся поверхностных вод. Республика Молдова является страной с нехваткой воды и повышенным риском последствий изменения климата.
Объём имеющихся в стране водных ресурсов оценивается в 500 м³ на одного жителя в год. Основным источником воды в центральных и северных районах является река Днестр, предоставляющая для питья 83 %. В свою очередь, в южных и юго-восточных районах основным источником питьевого водоснабжения, составляющие в среднем 8,5 млн м³, выступают подземные воды (АТО Гагаузия 100 %, район Тараклия 100 %, Единец — 100 %, Бричень — 96,5 %, Кахул — 93 %). Для сельскохозяйственных нужд используется около 70 % используемого объёма воды, в том числе 21 % для орошения. Для бытовых потребностей используется 22 % и 7,4 % в технологических целях.
Для всех водоносных горизонтов страны характерна высокая минерализация которая связана с наличием растворимых минералов гипса в воде, из-за чего минимальное содержание сухого остатка достигает 1,5 г/л.

### Реки

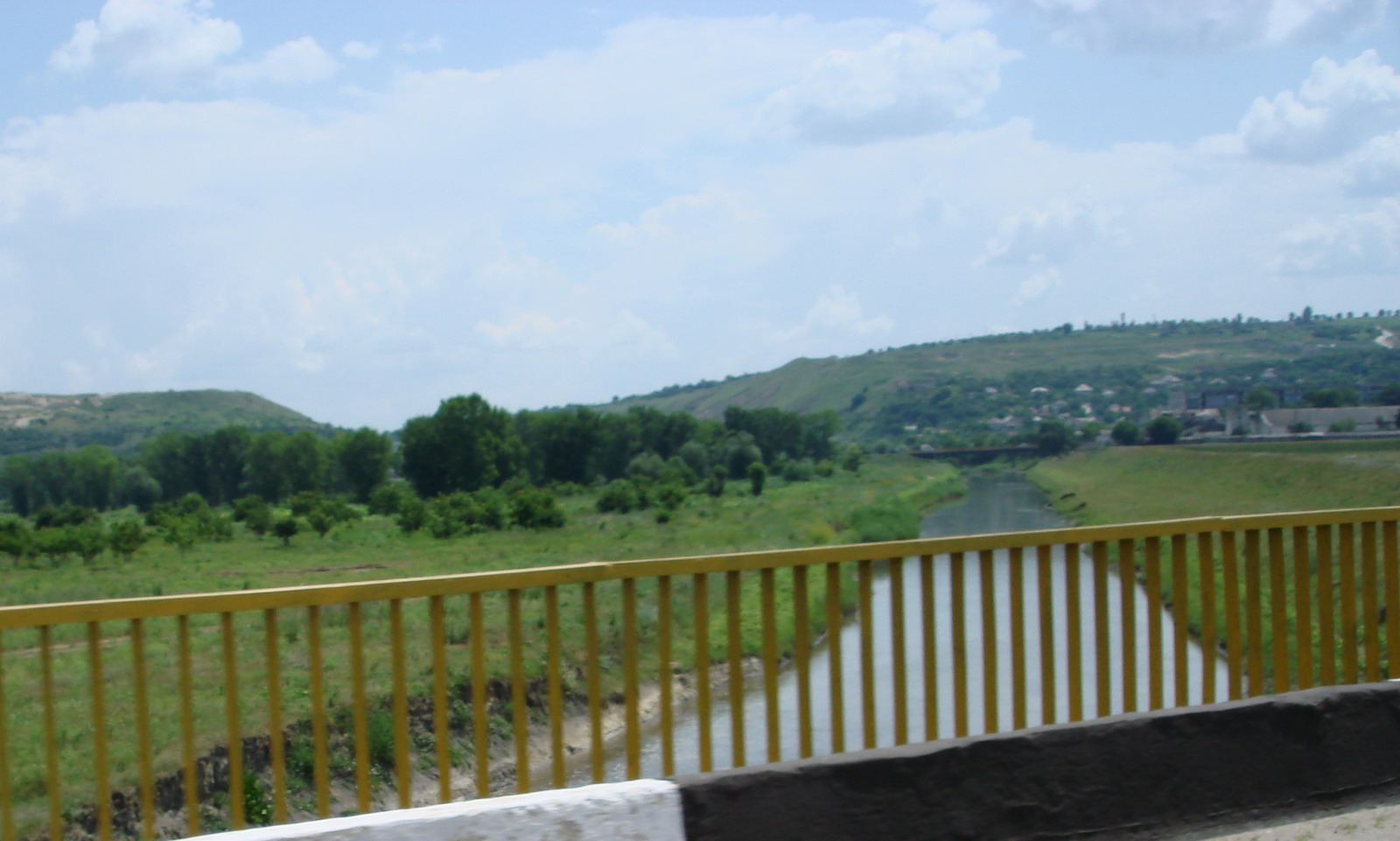
Река Реут возле Оргеева

Речная сеть страны представлена 3621 постоянной и временной рекой, которая более густая — на севере, и более редкая — на юге. Все реки Республики Молдова относятся к бассейну Чёрного моря. Наиболее крупные реки — Днестр и Прут. Среди прочих рек выделяются притоки Днестра — Реут, Бык, Ботна и Икель, а также малые реки Когильник (Кундук), Ялпуг, Лунга. Главные источники питания рек — снеговые и дождевые воды.
Прут и Днестр замерзают обычно во второй половине декабря, реже — в январе и характеризуются непродолжительными ледоставами (1—2,5 месяца). Примерно раз в 5—6 лет эти реки вообще не замерзают, а в холодные зимы на них образуются ледяные заторы. В конце февраля — начале марта они вскрываются, ледоход длится 1—2 недели. Малые реки из-за незначительного стока, зимой промерзают, весенние половодья у них небольшие и непродолжительные.
Минерализация воды Днестра и Прута составляет 380—800 мг/л, реки Прут в верхнем отрезке (у села Ширеуцы района Бричень) — 420—460 мг/л, в нижнем отрезке (у Кагула) — 650—680 мг/л. Большинство рек республики (Каменка, Молокиш, Чёрная и др.) имеют минерализацию на уровне 500—1000 мг/л. Высокой минерализацией отличаются: Реут — 1400—1850 мг/л, Лунга — 3200-3700 мг/л, Ботна — 1000—2500 мг/л, Ялпуг — 10337 мг/л. Исследованные и апробированные ресурсы подземных и поверхностных водоисточников в Молдавии составляют 2724 тыс. м³/сутки. Из них на долю крупных городов — Кишинёв, Бельцы, Бендеры, Тирасполь — приходится 921 тыс. м³/сутки, административных районов — 1803 тыс. м³/сутки. Кишинёв на 94 % снабжается водой из Днестра (495 тыс. м³ в сут), артезианский водозабор — 54,7 тыс. м³/сут, водоснабжение г. Бельцы также осуществляется из Днестра по водоводу Сороки — Бельцы (40-180 тыс. м³ /сут), артезианский водозабор — до 83 тыс. м³/сут. Остальные города снабжаются из подземных источников: Тирасполь — 39,5 тысяч м³/сутки (2014 г.), Бендеры — 35,0 тыс. м³/сутки (2015 г.), Дубоссары — 8 тыс. м³/сут.

### Наводнения
В бассейне Днестра и Прута наводнения играют важную роль в поддержании экологического равновесия болотных экосистем, однако, иногда несут в себе серьёзные последствия для населения и экономики.
Формирование катастрофических паводков на реках и затопление больших территорий, связаны с выпадением обильных осадков. Однако, наводнения, происходящие в нижнем течении Прута, в основном связаны с высоким уровнем воды в Дунае.
Частота паводков на основных артериях страны реках Днестр и Прут, а также малых реках достаточно велика. После разрушительного наводнения в 1969 году были зарегулированы русла всех основных рек страны и их притоков, возведены плотины и насыпаны защитные валы.

### Озёра и водохранилища
Основная статья: Озёра и водохранилища Молдовы

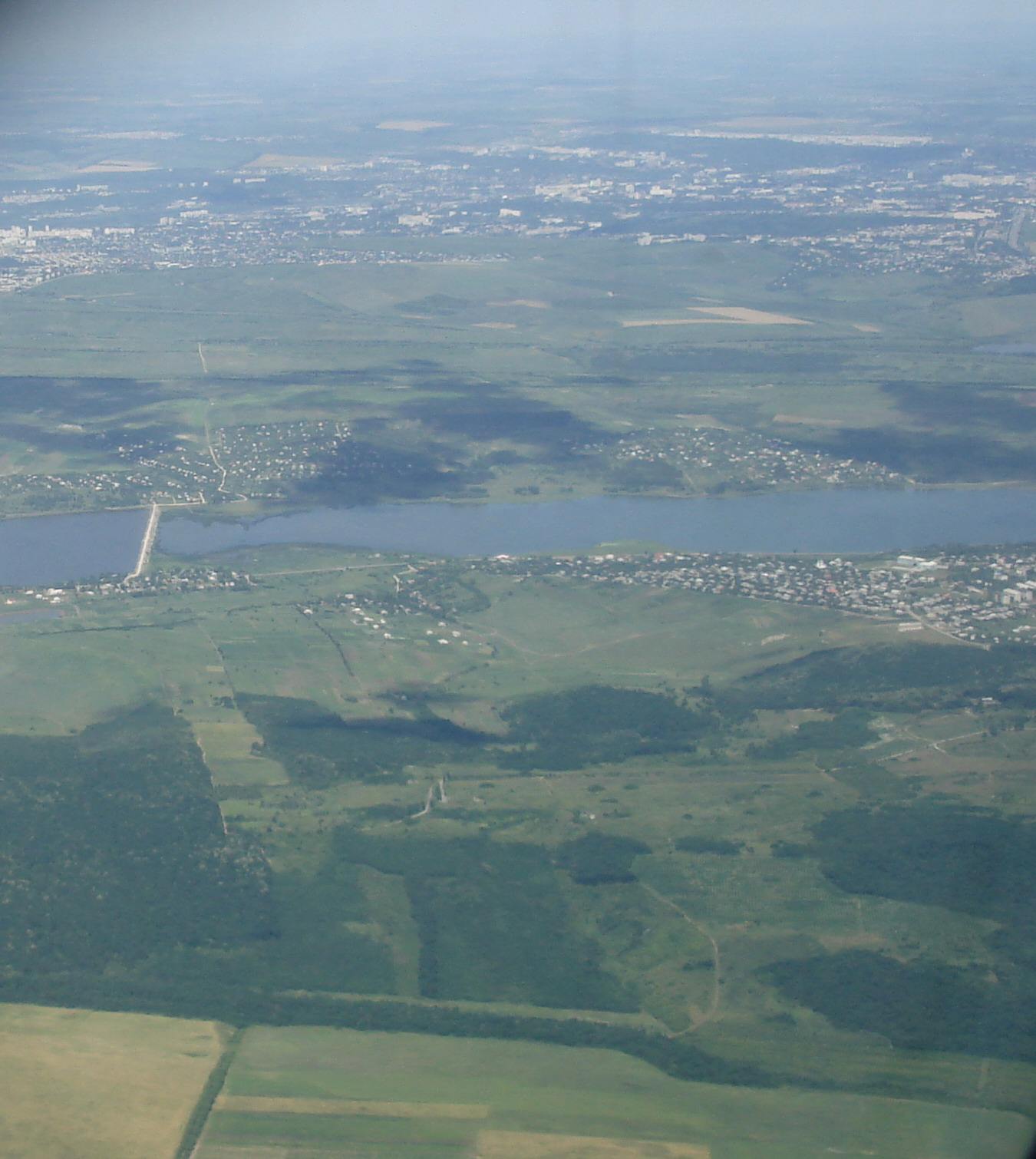
Озёра возле Кишинёва

В Молдавии насчитывается 4261 природное и искусственное озеро. Наибольшее количество природных озёр в сохранилось только в пойме реки Прут. В Днестровском округе множество озёр исчезло в 70-х годах XX века после проведённых работ по обвалке затопляемых зон, регулированию и осушению пойм рек.
В настоящее время на территории Молдавии сохранилось природных 57 озёр с общей площадью водного зеркала 62,2 км². Зарегулированные природой озёра образовались в результате оползней. Их поверхность не превышает нескольких гектаров, а глубина достигает 1,0-1,5 м, часто они покрыты болотной или гидрофитной растительностью. Самыми большими озёрами в пойме Прута являются озеро Белеу, Драчеле, Ротунда, Красное, Фонтан. Наиболее крупными естественными озёрами Днестровского бассейнового округа являются озёра Бык, Рошу и Старый Днестр. Республике Молдова также принадлежит 1,64 км² северной части озера Кагул, которое расположено на границе с Украиной. На территории Молдовы преобладают малые озёра с площадью водного зеркала до 0,2 км².
Антропогенные водоёмы в Республике Молдова были созданы в 60-70-х годах XX века для удовлетворения потребностей в воде, регулирования стока рек, развития рыбоводства, промышленности, орошения, для рекреационных и противопаводковых целей.
Около 1350 водоёмов антропогенного характера, общей площадью 75,3 км², расположены только в бассейне реки Прут, из них наиболее значимым в снижении расхода паводковой волны является водохранилище Костешты-Стынка. В категорию крупных искусственных водоёмов в Республике Молдова также относят Дубоссарское, Кучурганское и Гидигичское водохранилище, средних — Тараклийское, Конгазское, Комратское.
Водохранилища и пруды интенсивно заиливаются и на сегодняшний день потеряли до 45—60 % от своего исходного объёма. Вода многих водохранилищ характеризуются высокой степенью минерализации (2,0—5 г/л).

### Подземные воды

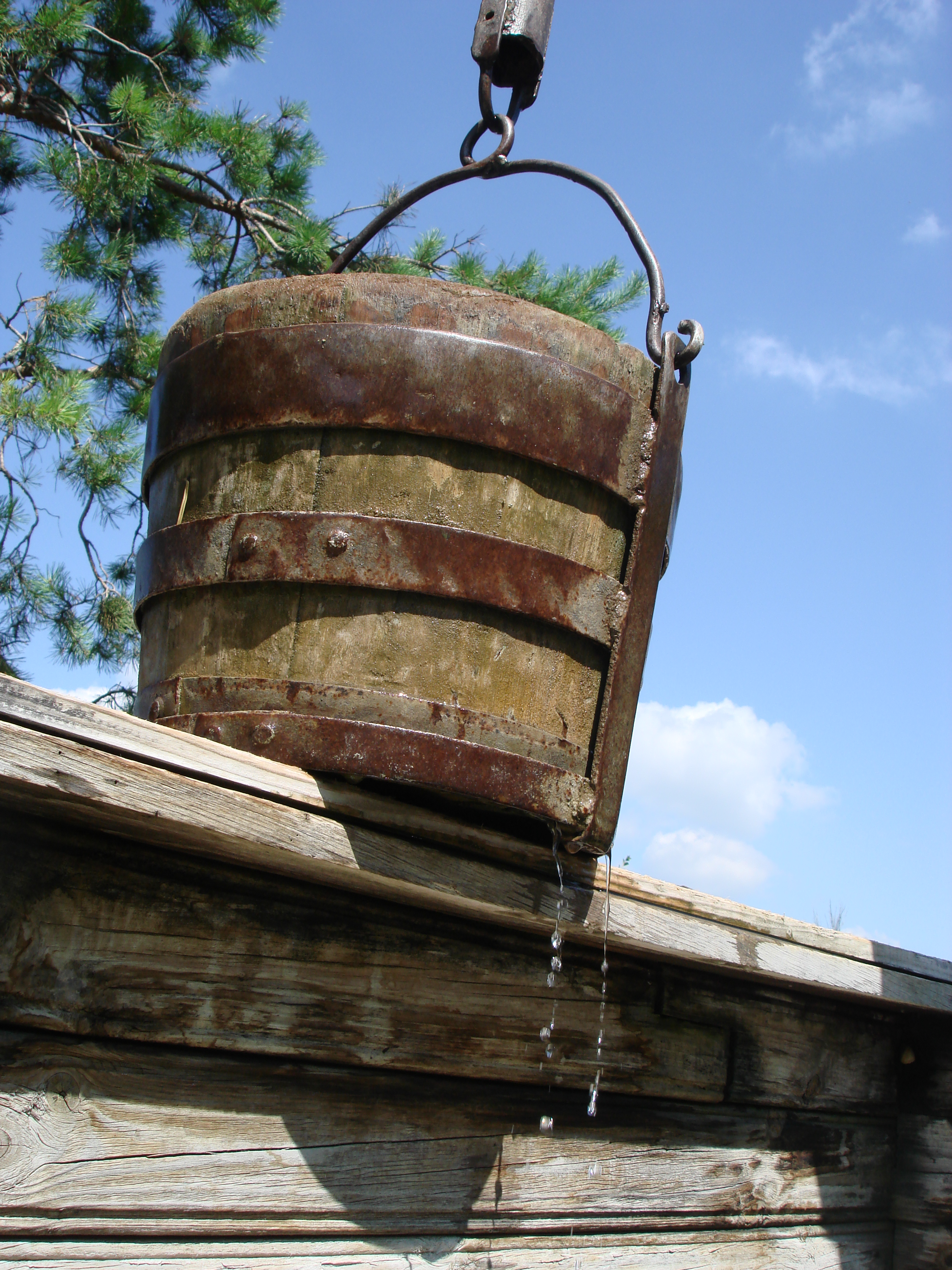
Ведро на колодце

Пригодные для использования запасы подземных вод в Молдавии также невелики. Общие запасы подземных вод в Республике Молдова составляют 3478,3 тыс. м³/сут, из них только около 2121 млн.м³ используются населением для питья. Для добычи воды из подземных источников пробурено 4842 артезианских скважины и обустроено 179 574 колодца с поверхностным водоснабжением. Во многих районах встречаются минерально-питьевые, а в отдельных местах и лечебно-минеральные подземные воды различного химического состава. Только в Днестровском бассейне находится 94 месторождения минеральных вод, которые имеют очень высокую степень минерализации (250 г/л), содержат отдельные специфические элементы (бром, йод, фтор, радон и др.) и могут использоваться в пищу только после частичной деминерализации. Наиболее значительными по объёму являются сернистые воды, богатые запасы которых находятся вблизи села Хыржаука, где действует водолечебница «Codru».
Наиболее бедны водными ресурсами южные районы Молдавии, где местами на одного человека приходится лишь 17—18 л/сутки. В большинстве своём освоенные резервы воды приходятся на долину Днестра, в других районах подземные воды часто имеют высокую минерализацию (так как проходят через толщи известняка), и не пригодны для питья. В долине Прута и на юге страны ощущается дефицит подземных вод. Водные скважины глубиной 10-50 м являются основным источником воды в сельских населённых пунктах, в которых не построены централизованные системы водоснабжения. По химическому составу и качеству лишь треть ресурсов подземных вод соответствует основным требованиям стандарта «Питьевая вода». В некоторых районах фиксируется превышение предельно допустимой концентрации по содержанию сульфида водорода, аммиака, фтора, стронция, железа, нитратов, хлоридов, мышьяка и других загрязняющих веществ. Качество глубоких водоносных горизонтов, в целом. ухудшается с севера на юг. В подземных водах наблюдается высокая концентрация фтора (F), бора (B), железа (Fe), сероводорода (H2S), аммония (NH4-), растворённого органического углерода (COD) и сульфатов (SO4). Около 20 % общих резервов могут использоваться только для технического водоснабжения из-за повышенного содержания фтора, нитратов и сульфатов чрезмерной минерализации, бактериологического загрязнения.

## Судоходство
Полноценная навигация суднами класса река-море возможна только по реке Дунай из Международного Свободного Порта Джурджулешть (Молдавии принадлежат около 480 метров берега, обменянных на участок в Украине).
Возможности для навигации на реке Прут ограничены, поэтому речной транспорт развит слабо. На реке Прут действуют два порта: МСП Джурджулешть и Речной порт Унгень. 
Внутренние водные пути позволяют транспортировку товаров при помощи буксиров-толкачей, а также с помощью барж грузоподъёмностью до 600 тонн. В последние годы навигация по Пруту возможна лишь в весеннее половодье. Для судоходства также используется Дубоссарское и Кучурганское водохранилища.

## Почвы
Состояние почв в Республике Молдова считается неудовлетворительным на 50 %, где 35 % находятся на левобережье Днестра. В стране около 34 % сельскохозяйственных земель подвержены эрозии, из которых 10 % считаются сильно эродированными. Почвы Молдавии насчитывают 745 разновидностей. 75 % территории страны покрыто чернозёмами. Около 10 % находится под бурыми и серыми лесными почвами. Около 7 % составляют пойменно-луговые почвы и около 8 % почв находится под населёнными пунктами, водоёмами и другими объектами.
Чернозёмы Молдавии неодинаковы по своему качеству и представлены четырьмя типами: карбонатные (19,9 %), обычные (37,2 %), выщелоченные (16,6 %) и типичные (10,7 %). Наиболее плодородные из них — типичные и выщелоченные чернозёмы — занимают большие площади на севере республики. Они содержат самые большие запасы гумуса и дают высокие урожаи ранних сельскохозяйственных культур.

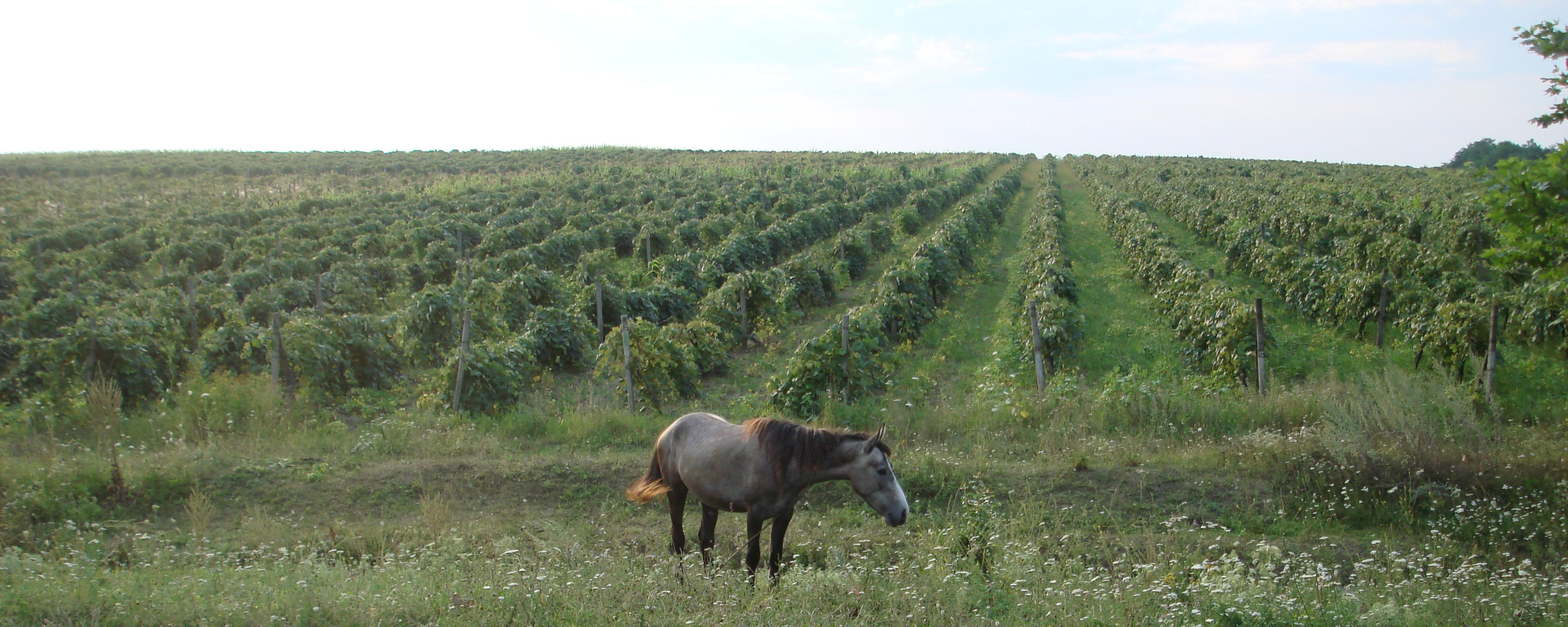
Лошадь на фоне виноградника

Обычные и карбонатные чернозёмы распространены в более пониженных ровных пространствах и террасах рек, особенно на юге в пределах Южно-Молдавской равнины, реже — в центральных и северных районах страны. Эти чернозёмы менее плодородны. Они наиболее пригодны для выращивания зерновых, подсолнечника, табака и винограда.
Солонцы или солонцеватые чернозёмы образуются там, где на поверхность выходят засоленные глины. Эти почвы нуждаются в мелиорации (внесение в них гипса и удаление солей).
Лесные почвы распространены на возвышенностях лесостепной зоны на высотах более 200 метров. Они образовались под широколиственными лесами и характеризуются небольшой мощностью гумуса. Они подразделяются на серые, тёмно-серые и бурые лесные почвы.
Серые и тёмно-серые лесные почвы сравнительно широко распространены в пределах возвышенностей северных и центральных районов Молдавии. Они пригодны для возделывания сахарной свёклы и зерновых культур, садов и виноградников и зачастую нуждаются во внесении органических и минеральных удобрений.

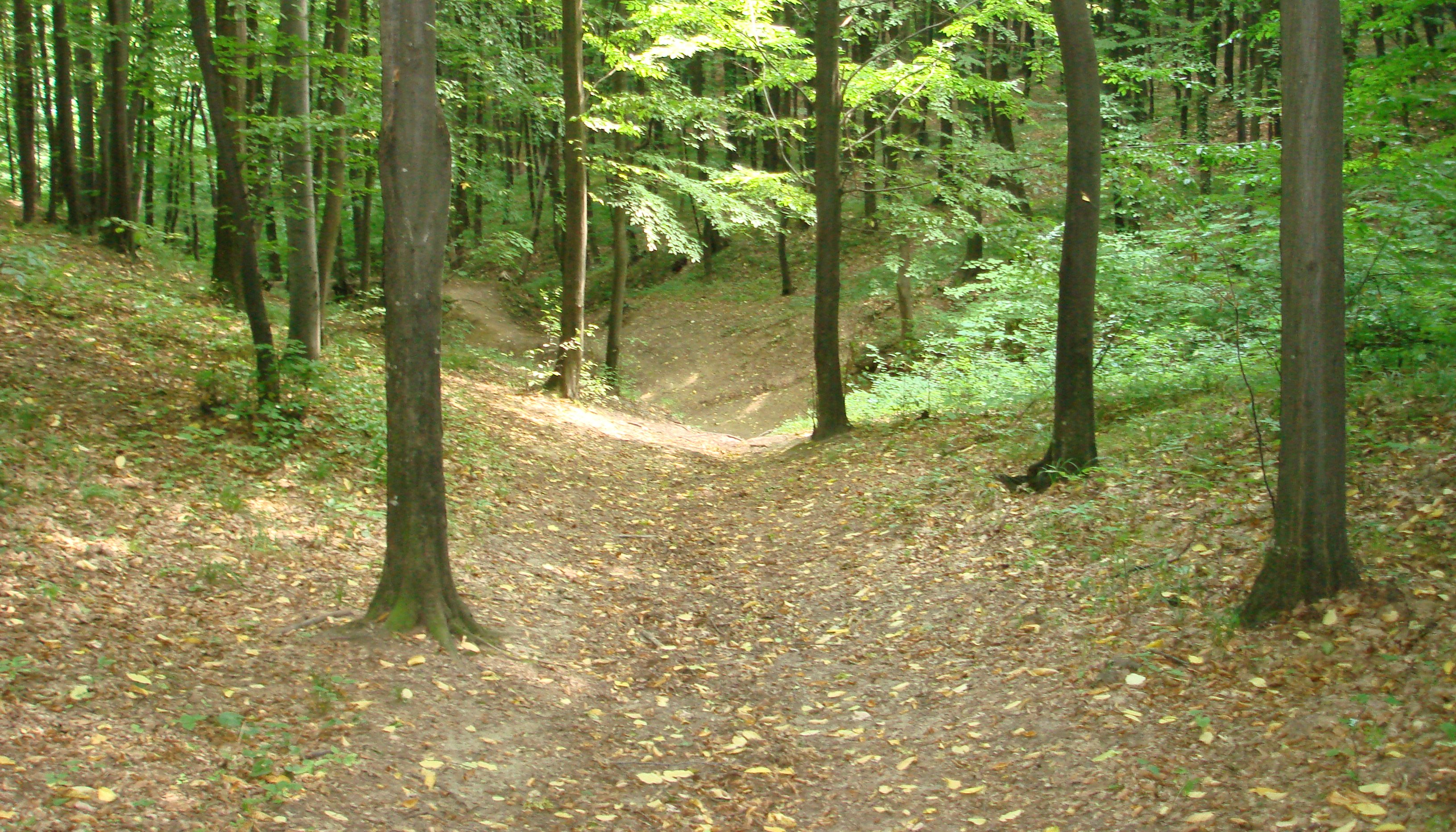
Почва в Кодрах

Бурые лесные почвы встречаются только в Кодрах и занимают самые высокие и увлажнённые пространства с абсолютными высотами более 300 м. Они образовывались в основном под влиянием долговременного воздействия буковых лесов. Бурые лесные почвы пригодны для возделывания плодовых культур, бобовых и ароматических сортов табака.
Пойменно-луговые (наносные) почвы широко распространены в поймах рек. Они характеризуются сравнительно большим содержанием гумуса и разнообразием механического состава. Часть этих почв засолена и заболочена, и в связи с этим нуждается в удалении солей и понижении уровня грунтовых вод. Эти почвы благоприятны для возделывания овощных, кормовых и плодовых культур.
Высокая степень сельскохозяйственного использования (73 % пахотных земель) нарушает баланс экосистем, вызывая деградацию почв и усиливая процессы опустынивания. Под воздействием сельскохозяйственной техники, а также вследствие орошения водой, не соответствующей требованиям, происходит физическая деградация почв. Отмечается тенденция к увеличению использования удобрений, как минеральных, так и органических, что увеличивает нагрузку и воздействие на поверхностные и подземные воды.

## Растительность
Республика Молдова расположена в пределах двух растительных зон — лесостепной и степной, которые в прошлом были покрыты травянистой, степной, луговой и лесной растительностью. Большая часть территории Молдавии в настоящее время распахана и видоизменена долговременной человеческой деятельностью. Распаханы степи, значительно сократилась площадь лугов, вырублена большая часть лесов, осушены болота. В Молдавии произрастают около 1870 видов растений, из них около 13 % относятся к редким видам.
Национальный лесной фонд Молдавии составляет 12,7 % от всей территории страны. Количество лесов, зелёных насаждений, заповедников и природоохранных территорий в 2005 году составляло 428,5 тыс. гектаров.

### Леса

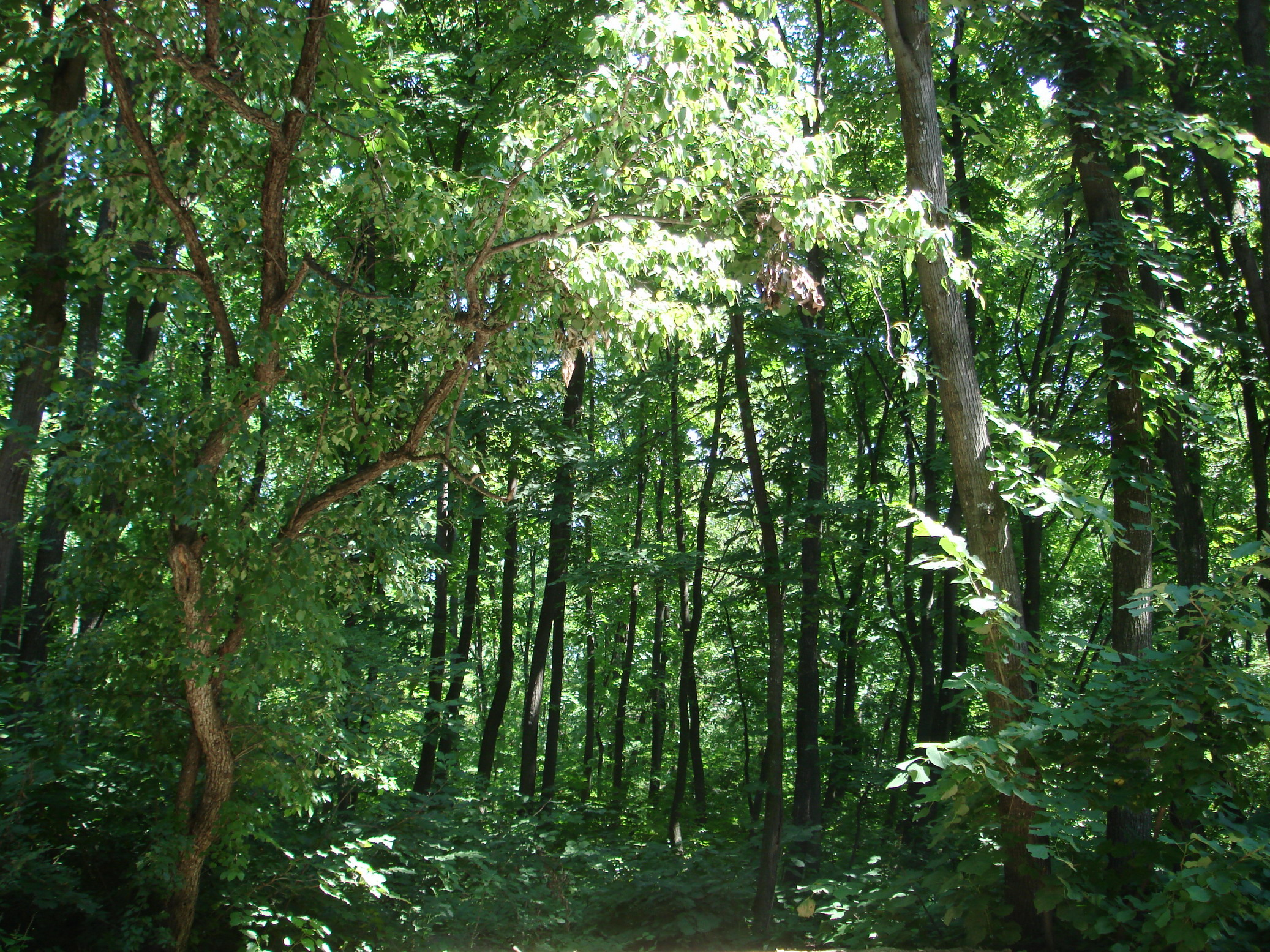
Лес в Яловенском районе

Леса в прошлом покрывали 20—25 % территории, а сейчас занимают лишь 12,7 %. В Молдавии распространены широколиственные леса среднеевропейского типа. В них насчитывается около 100 видов деревьев и кустарников. Наиболее широко представлены дубовые леса с примесью ясеня, граба, липы, клёна, вяза, тополя. Подлесок обычно богатый и состоит большей частью из следующих кустарников: бересклет, кизил, свидина, лещина, барбарис обыкновенный, боярышник. Из трав преобладает лесная фиалка, копытень, ежа сборная, а из лиан — плющ. Самые крупные массивы дубрав встречаются в Кодрах, на севере и Приднестровской возвышенности.
Более богата растительность Кодр, где произрастают все виды лесных пород, известных на территории Молдавии. Здесь сохранились буковые рощи. В северной и западной частях Южно-Молдавской равнины в условиях более засушливого климата встречаются небольшие рощи пушистого дуба (гырнецы), чередующиеся с распаханными степными участками.
В долинах Днестра и Прута сохранились ещё небольшие пойменные леса из тополя, ивы, дуба, клёна, вяза с подлеском из ожины, малины, калины, свидины, дикого винограда.

### Луга

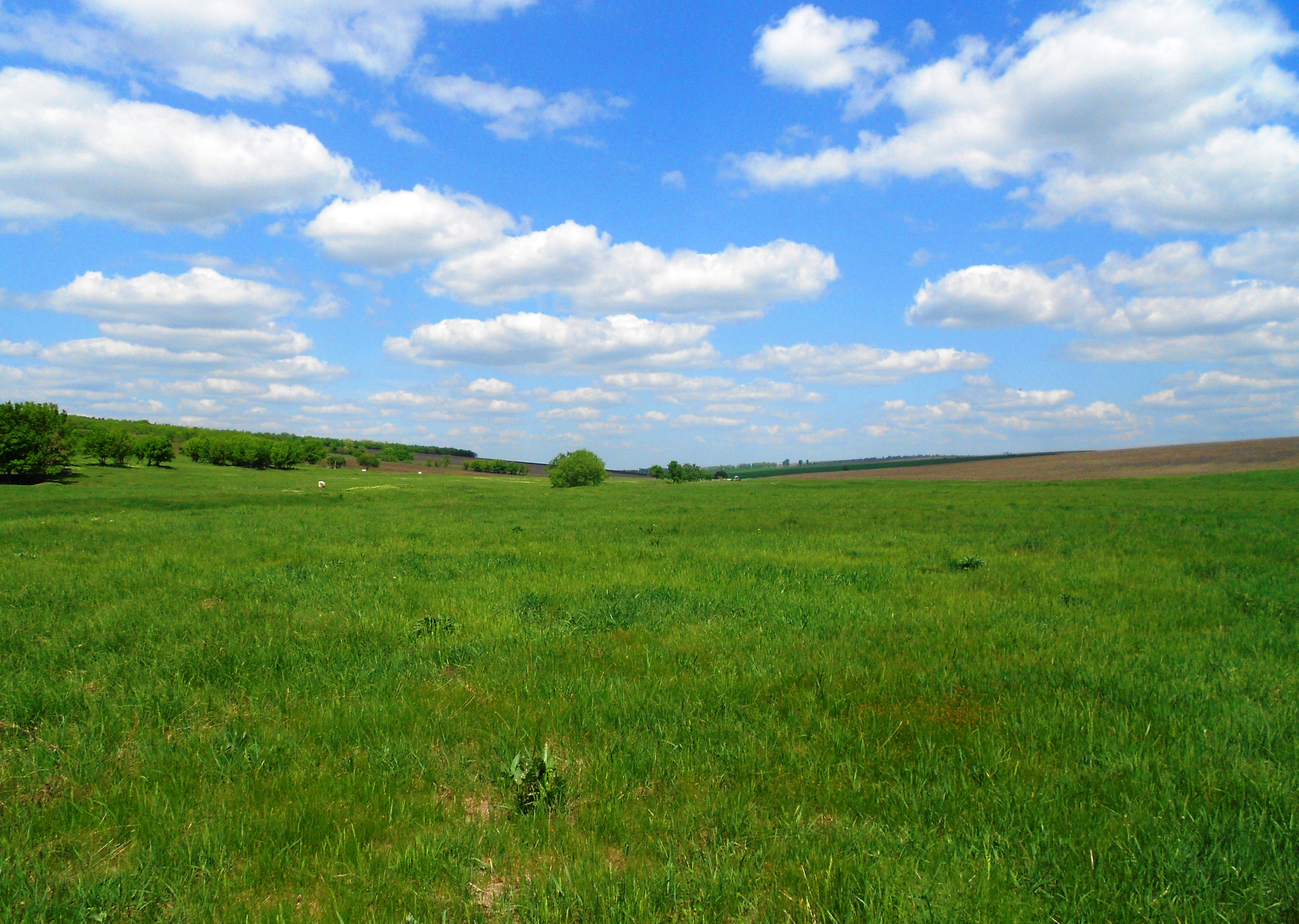
Луговая растительность в долине реки Реут (Дондюшанский район)

Луговая растительность занимает небольшую площадь в основном в долинах рек. В поймах распространены заливные луга, которые покрываются водой во время половодья. Травяной покров в лугах составляют злаки и разнотравья (мятлик, полевица, лапчатка ползучая). В более влажных местах произрастают осоки, а в переувлажнённых — тростник и рогоза.
В Молдавии растёт ландыш, адонис весенний, валериана лекарственная, ромашка аптечная, полынь обыкновенная, зверобой, пастушья сумка, подснежник, фиалка, тюльпан лесной и многие другие.
На нераспаханных эродированных и оползневых склонах расположены суходольные луга, основу которых составляют бобовые и разнотравье (клевер, люцерна, полынь и др.). Луга используются в качестве сенокосов и пастбищ для скота.

### Степи
Степная растительность сохранилась на небольших участках. В прошлом она была распространена на многих южных и северных территориях Молдовы. Сейчас распространена в Буджакской, Бельцкой, Чулук-Солонецкой, Нижнеднестровской степях. Ещё в XVIII веке травяной покров этих степей был представлен сплошным ковром ковыльной и типчаково-ковыльной растительности с богатым разнотравьем высотой в человеческий рост. Уже в начале XX века эти пространства были почти полностью освоены. На сегодняшний день в местах, неудобных для освоения, остались участки степной растительности, представленной ковылём, типчаком, бородачом.

## Животный мир
Разнообразие природных условий в прошлом и обилие пищи способствовало формированию в Молдавии богатого животного мира. Однако из-за высокой освоенности территории современная фауна республики значительно обеднела. Более 100 лет назад исчезли многие виды крупных млекопитающих (в том числе медведь, зубр, дикая лошадь, рысь и др.) и птиц (тетерев, журавль-красавка, огарь и др.). Несмотря на это, фауна Молдавии в настоящее время насчитывает более 400 видов позвоночных. Преобладают виды, встречающиеся также и на территории Украины и Румынии, есть также западноевропейские и балканские виды.
В лесах обитают косуля, кабан, лисица, барсук, ласка, белка и куница. С сопредельных территорий Украины и Румынии иногда заходит волк. Более 70 видов птиц (жаворонок, сойка, дрозды, иволга, дятел, кукушка). В степях много грызунов (суслик, хомяк), встречается заяц, лисица, барсук, хорёк. Степные птицы: жаворонок, полевой конёк, перепел. В водных бассейнах на заболоченных пространствах обитают выдра, норка, водяная крыса, из птиц: серая утка, серый гусь (в низовьях Днестра), цапля, выпь, камышовый лунь.
Основные виды рыб: карп, лещ, судак, окунь, карась, акклиматизированный толстолобик, сом.
Немало видов обитает вблизи населённых пунктов и ферм: крысы, мыши-полёвки и др. В городах много птиц — воробей, ласточка, голубь, ворона.
На территории Молдавия встречаются болотная черепаха, 5 видов ящериц, не менее 8 видов змей, из амфибий — различные виды лягушек, зелёная жаба. В Молдавии около 12 тысяч видов беспозвоночных, из них 10 тысяч видов — насекомые. Из вредителей распространены хлебная жужелица, колорадский жук, белая бабочка.
Фауна лесов самая богатая, как разнообразием, так и количеством особей, поскольку лес предоставляет большие возможности для питания и для укрытия животных.

## Домашний скот

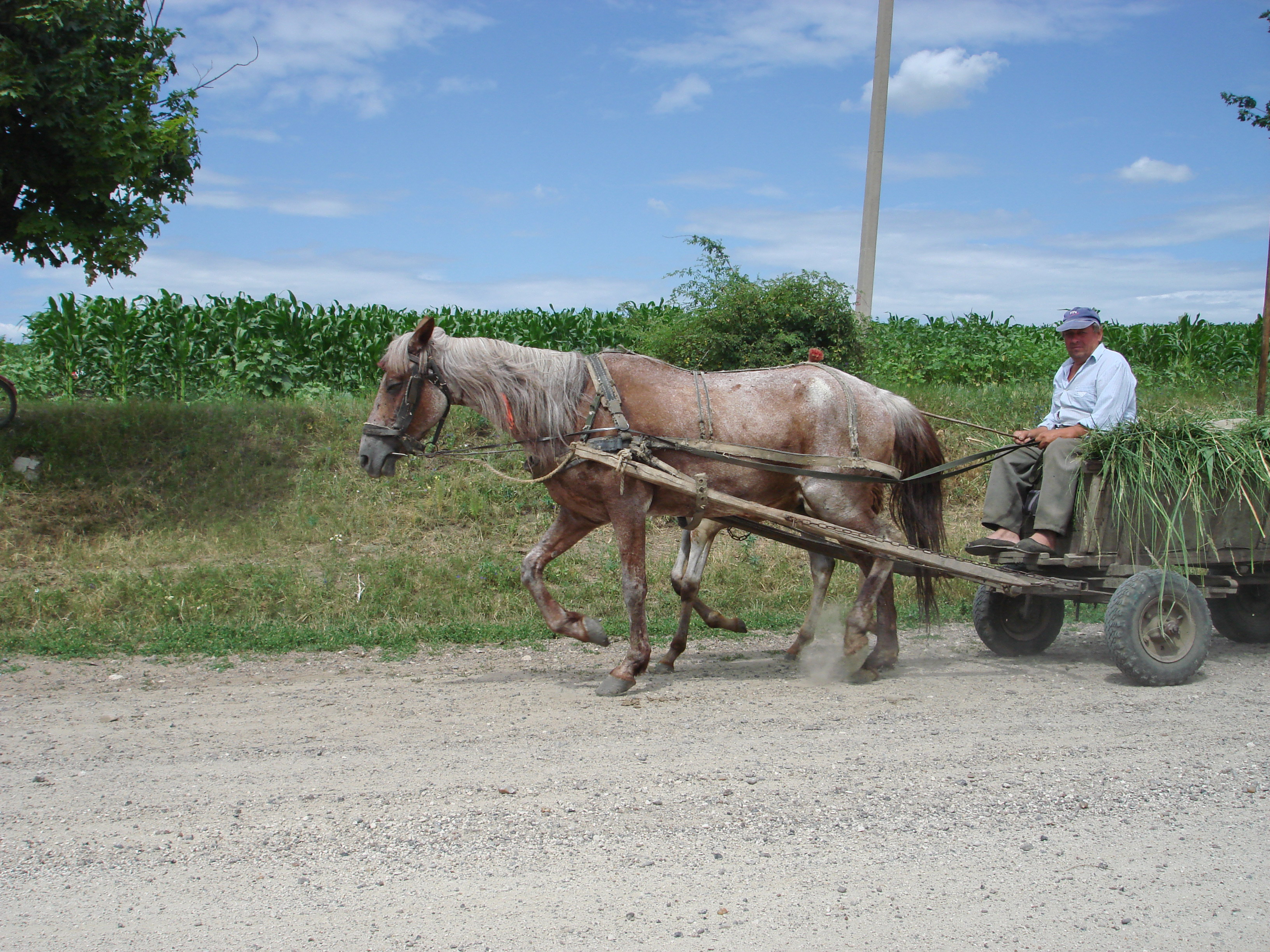
Крестьянин на телеге

В Молдавии также разводят крупный рогатый скот, лошадей, свиней, овец, коз, кур, кроликов. В сельских районах до сих пор часто используется гужевой транспорт.

## Природные районы
- Северо-Молдавский лесостепной район — 43,3 % территории
- Центральномолдавский лесной район, или Кодры, — 14,5 % территории
- Южно-Молдавский степной район — 42,2 % территории

## Природные заповедники Молдовы

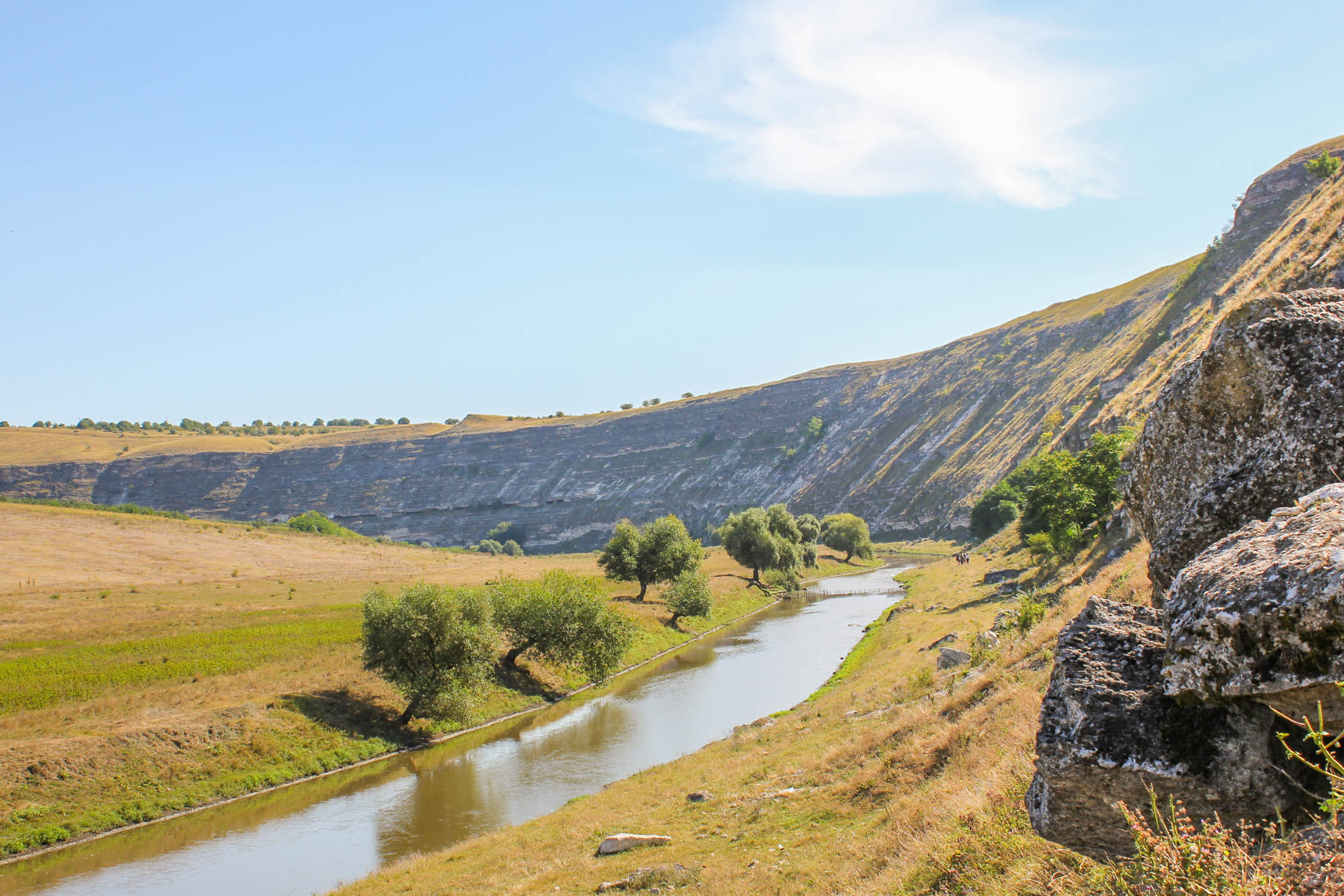
Оргеевский национальный парк

Включают в себя 5 государственных научных заповедников: Кодры, Плаюл Фагулуй, Прутул де Жос, Пэдуря Домняскэ, Ягорлык, 1 национальный парк «Орхей», а также несколько десятков охраняемых ландшафтных, ботанических, палеонтологических и других природных заказников, памятников природы. В их число входят охраняемые государством природные объекты:
- Ущелье Дуруитоаря — Вблизи села Костешть, к востоку протекает бурная речушка Дуруитоаря, приток р. Чухур, которая прорезала глубокое ущелье в толтрах
- Гроты из Брынзен — В северной части страны есть небольшая речка Раковэц, которая имеет просто невероятное природное богатство — огромную скалу, усеянную гротами. Гроты из Брынзен со всех сторон окружены рифами, некоторые из них достигают в высоту 210 метров.
- Большая Скала Глодень — От правого берега Каменки и до самой реки Прут раскинулось одно из самых живописных мест Молдовы
- Старый Орхей — На северо-востоке от Кишинёва, можно увидеть величественные скалы, мыс Пештере реки Реут.
- Обрывистый берег Днестра — Село Наславча расположено рядом с Днестром, район Окницы, на границе с Украиной. Именно тут можно увидеть тортонские и сарматские валуны известняка, поросшие травой, кустарником и карликовыми деревцами.
- Ландшафтный заповедник «Сахарна» — Одно из самых живописных природных пейзажей бассейна Днестра. Площадь включает богатый комплекс с несравненными водопадами, реками и удивительными порогами.
- Пещера Золушка (Эмиль Раковице)

## Охрана природы

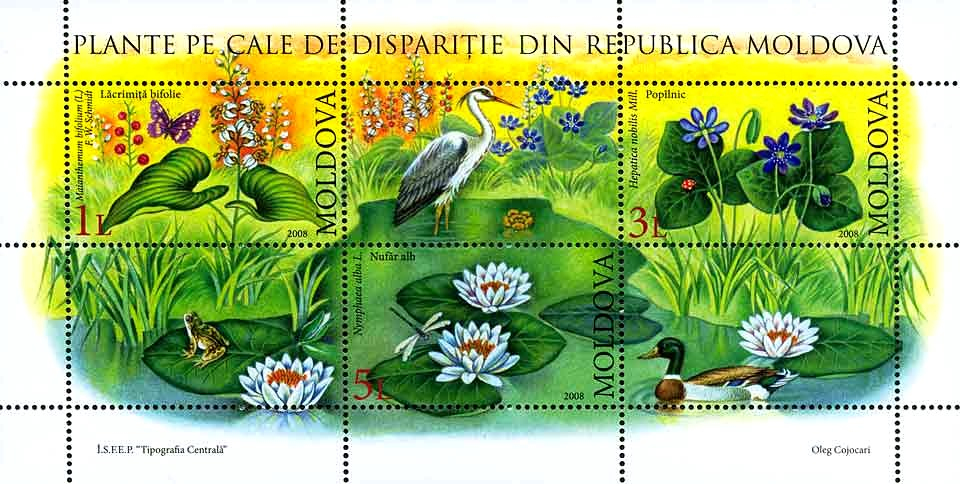
Исчезающие виды растений: майник двулистный, печёночница благородная, кувшинка белая. Сувенирный листок Молдавии, 2008 г.

После обретения независимости Молдавия начала вести активную политику по поддержанию международных отношений в области охраны окружающей среды с международными организациями, правительственными и неправительственными структурными организациями различных стран. К настоящему времени Республика Молдова присоединилась к следующим международным конвенциям:
- 23 июня 1993 года:
  - к конвенции о трансграничных последствиях промышленных аварий (Хельсинки, 17 марта 1992);
  - к конвенции об охране трансграничных водных потоков и международных водохранилищ (Хельсинки, 17 марта 1992);
  - к конвенции об оценке воздействия на окружающую среду в трансграничном контексте (Эспо, Финляндия, 25 февраля 1991);
  - к конвенции о сохранении диких животных и естественной среды обитания в Европе (Берн, 19 сентября 1979);

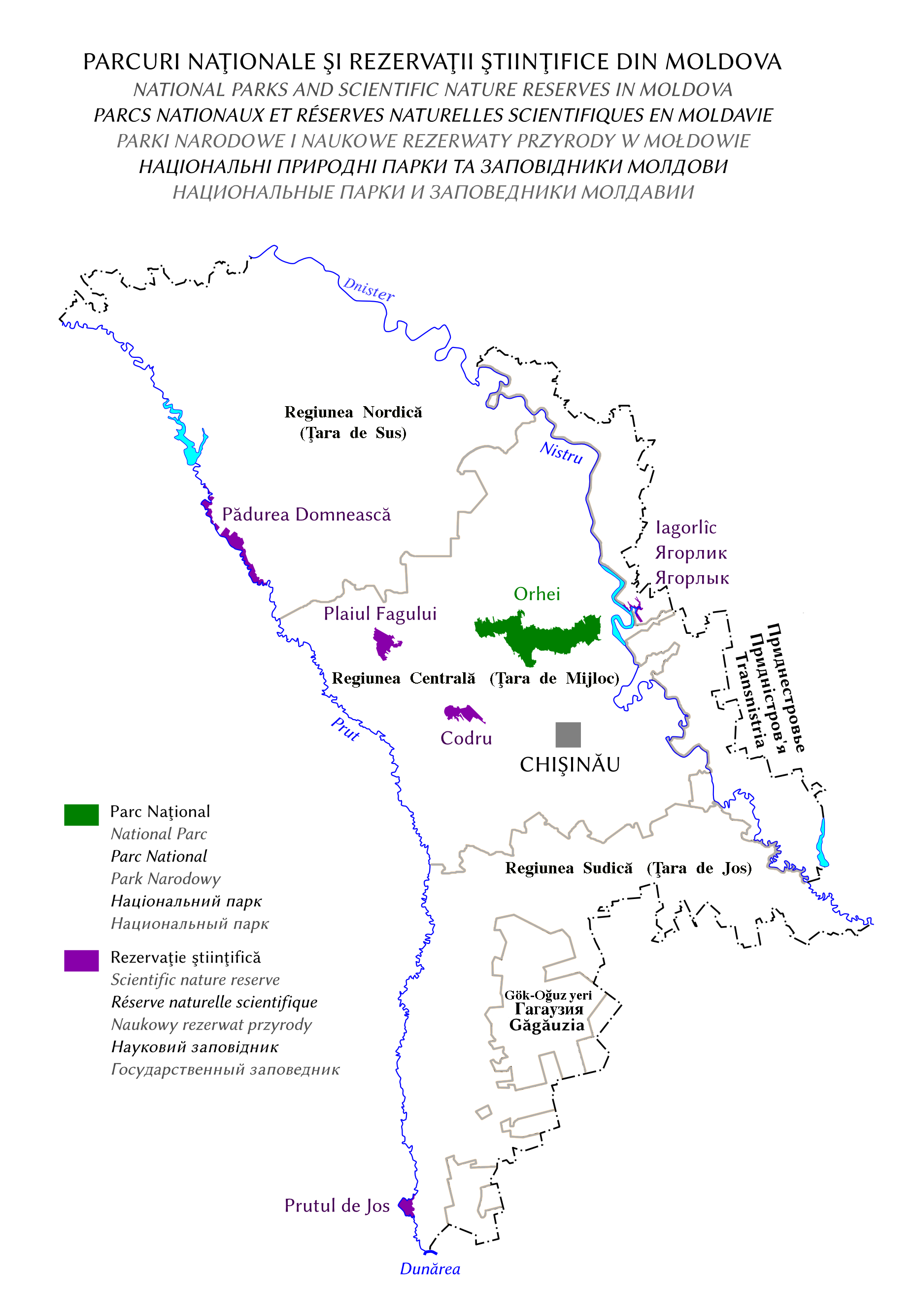
Заповедники и национальные парки Молдавии

- Заповедники и национальные парки Молдавии16 марта 1995 года — к конвенции о биоразнообразии (Рио-де-Жанейро, 5 июня 1992);
- 9 июля 1995 года:
  - к Рамочной конвенции Организации Объединённых Наций об изменении климата (Рио-де-Жанейро, 12 июня 1992);
  - к конвенции о трансграничном загрязнении воздуха на больших расстояниях (Женева, 13 ноября 1979);
- 24 апреля 1996 года — к конвенции о защите озонового слоя (Вена, 22 марта 1995);
- 10 марта 1998 года — к Базельской конвенции о контроле над трансграничной перевозкой опасных отходов и их нейтрализацией (Базель, 22 марта 1989 г.);
- 24 декабря 1998 года — к Конвенции ООН по борьбе с опустыниванием (Париж, 17 июня 1994);
- 17 марта 1999 года — к конвенции по сотрудничеству в области охраны и рационального использования реки Дунай (София, 29 июня 1994);
- 7 апреля 1999 года — к конвенции о доступе к информации, участию общественности в процессе принятия решений и доступе к правосудию по вопросам, касающимся окружающей среды (Орхус, Дания, 29 июня 1998);
- 14 июля 1999 года — к конвенции о водно-болотных угодьях, имеющих международное значение, главным образом, в качестве местообитания водоплавающих птиц (Рамсар, 1971)

Молдавия присоединилась также к Межгосударственному экологическому совету в рамках СНГ. Установлены постоянные отношения с некоторыми международными организациями, реализующими программы по охране окружающей среды (СЕЕ, ОСЕД, Совет Европы, UICN, РNUD, НАТО).
В Молдавии создано несколько природных заповедников: «Кодры», «Плаюл Фагулуй», Ягорлык, «Пэдуря Домнеяскэ», «Прутул де Жос» и национальный парк «Орхей».
В степных зонах (Бэлць и Буджак) сохранились очень незначительные островки природной растительности и большинство территорий включено в сельскохозяйственный оборот. В зоне среднего и нижнего течения Днестра и Прута природные экосистемы сохранились, но их функциональность значительно нарушена. В зоне Центральных Кодр и в северной зоне страны доля природных экосистем удовлетворительна и их функциональность относительно оптимальна. Особого внимания требуют ареалы растительных сообществ и ценных местообитаний фауны в плане их восстановления, охраны и организации мониторинга на национальном, региональном и международном уровнях.

## Крайние точки
- Северная точка — село Нас, Окницкий район (48°28′ с. ш. 27°35′ в. д.HGЯO)
- Южная точка — село Джурджулешть, Кагульский район (45°29′ с. ш. 28°12′ в. д.HGЯO)
- Западная точка — село Крива , Бричанский район (48°16′ с. ш. 26°40′ в. д.HGЯO)
- Восточная точка — село Паланка, Штефан-Водский район(46°24′ с. ш. 30°06′ в. д.HGЯO)
- Высочайшая точка — гора Баланешты, Ниспоренский район (430 м, 47°13′03″ с. ш. 28°05′30″ в. д.HGЯO)
- Нижняя точка — Днестр (2 м).

## Комментарии
1. ↑  Официальное название на русском языке согласно позиции Росреестра Архивная копия от 8 мая 2016 на Wayback Machine, Указов Президента России Архивная копия от 15 апреля 2021 на Wayback Machine, Статьи 1 Конституции Республики Молдова Архивная копия от 16 апреля 2021 на Wayback Machine